# С юбилеем подождём
«С юбилеем подождём» — советский художественный фильм 1985 года о реформировании управления колхозами.

## Сюжет
Председатель колхоза «Новый быт» Виктор Никитич Ткачук, выведший отсталое хозяйство в передовые, решает к юбилею колхоза построить санаторий. В это время район должен ввести в строй кормзавод и технику с людьми нужно выделить на его строительство. Ткачука назначают председателем районного агропромышленного объединения (РАПО) — и вдруг он понимает, что ранее выбивая себе особые условия у секретаря райкома, поддерживающего показательный колхоз, он за счёт соседних хозяйств обеспечил успех своего колхоза — строил «светлое будущее на своём пятачке». Он решает создать равные условия всем колхозам, не давая преимуществ «Новому быту».

Я играю в фильме председателя колхоза. Работа была очень интересная и многое дала, поскольку я познакомился с Василием Константиновичем Старовойтовым. Это удивительный человек, выдающийся руководитель колхозного движения, дважды Герой Социалистического Труда. То, что мне удалось сделать в фильме, в значительной степени навеяно общением с ним и с тружениками его хозяйства, белорусских сёл, где шли съёмки этой картины.

Фильм созвучен сегодняшнему дню, привлекает жгучестью проблем, которые в нём затрагиваются. Мой герой возглавил после войны отстающее хозяйство. Достойно прошёл все испытания, выпадавшие на долю руководителя хозяйства в те трудные годы. Вывел колхоз в передовые. Оказался в зените славы: чуть ли не каждый день приезжают сюда делегации, журналисты. Но нет в душе полного удовлетворения, нет покоя — рядом ещё существуют колхозы, жизнь которых совсем не такая благополучная. Что-то надо делать, что-то менять. И снова мой герой бросается в дела, в трудности, в бой… Такой уж у него характер.— исполнитель главной роли Кирилл Лавров, из интервью журналу «Агитатор», 1986 год

## В ролях
- Кирилл Лавров — Виктор Никитич Ткачук, председатель колхоза
- Леонид Неведомский — Пётр Савельевич Харькевич, секретарь райкома
- Борис Новиков — Григорий Константинович, «Философ»
- Людмила Писарева — Анна Павловна, передовая колхозница, жена Григория
- Любовь Виролайнен — Инга Петровна, заведующая Домом Культуры
- Александр Денисов — Александр Фёдорович Макареня
- Татьяна Чекатовская — Нина Ивановна, жена Макарени
- Евгений Шутов — Сергей Евдокимович Трофимчук
- Владимир Талашко — председатель соседнего колхоза
- Владимир Носик — Иван Булыга
- Игорь Васильев — скульптор
- Андрей Душечкин — Юрий Ткачук, сын Виктора Никитича
- Ростислав Шмырёв — бухгалтер
- Александр Кашперов — Махмуд

В эпизодах: Владимир Кулешов, Ирина Зеленко, Мария Зинкевич, Анна Кисель, Александра Зимина, Зинаида Бондаренко, Алексей Биричевский, Пётр Юрченков, Анатолий Гурьев, Анатолий Чарноцкий, Пётр Солдатов, Владимир Мищанчук и другие.

## О фильме
Фильм вышел во время проходящей в «перестройку» реформы по индустриализации сельского хозяйства, когда упразднялись районные управления колхозами и вводились районные агропромышленные объединения (РАПО): уже к 1983 году в СССР было создано более 3000 РАПО, и в 1985 году колхозы и совхозы вошли в прямое подчинение РАПО. В журнале «Советский экран» фильм в числе фильмов о селе рассмотрел «под углом зрения своей специальности» тогда кандидат экономических наук Г. С. Лисичкин — автор многих резонансных статей о сельском хозяйстве, ещё в 1960-е писавший о рыночной экономике, снабдив рецензию подзаголовком «Социологические размышления у экрана».
Критикой подчёркивалось, что фильм — о «новом типе» руководителя, однако, правдивость характера отразить картиной не удалось:

Было благородное намерение вывести на экран руководителя нового типа, личность сильную и деятельную. Прочитав сценарий Е. Будинаса и А. Кудрявцева, понимаешь, что авторы писали своего Ткачука, председателя передового в районе колхоза, человеком сложным, сформированным временем, системой руководства сельским хозяйством, которую осудил XXVII съезд КПСС. Постановщик Б. Горошко, видно, своей концепции образа главного героя не имел, а попытался «подстроить» его к перестройке, «заставить» осознать необходимость менять не только методы руководства, но и самого себя. К такому завершению конфликта Ткачука с другими персонажами склоняли съёмочную группу и руководители кинопроизводства, члены художественного совета. Исполнитель роли — артист К. Лавров при такой раздвоенной трактовке играл прежде всего незаурядность, значительность личности Ткачука, крутость характера хозяина, который всё может, которому всё дозволено. То есть играл действия, идущие от заданности характера; правда же характера требует раскрытия его в действиях, обусловленных ситуацией и обстоятельствами. Приметы времени в фильме есть, конфликты — из самой реальности, тем не менее настоящая правда осталась, как говорят, — за кадром…— журнал «Неман», 1987 год
Примечательно, что на фото на обложке журнала «Советский экран» исполнитель главной роли актёр Кирилл Лавров был изображён в роли председателя колхоза Ткачука из фильма «С Юбилеем подождём». В интервью журналу «Искусство кино» он же дал такую характеристику роли:
Ткачук — образцовый руководитель, но мы менее всего хотим умиляться им на экране, обращая в первую очередь внимание на конфликтные, нерешенные проблемы сегодняшнего хозяйствования, преломлённые в судьбе нашего героя.